# Kavli
Kavli este o firmă norvegiană ce produce brânzeturi ușoare, caviar, maioneză și biscuiți. Compania este proprietatea Fundației Kavli care iși are baza în Bergen. Compania vinde produse în peste 30 de țări, fabrici existând în Norvegia, Suedia, Danemarca, Marea Britanie și Scoția.